# Mary Frann
Mary Frann, nata Mary Frances Luecke (Saint Louis, 27 febbraio 1943 – Beverly Hills, 23 settembre 1998), è stata un'attrice statunitense.

## Filmografia parziale

### Cinema
- Nashville Rebel, regia di Jay J. Sheridan (1966)
- Woman in the Rain, regia di Paul Hunt (1976)
- Seduzione fatale (Fatal Charm), regia di Fritz Kiersch (1990) - film direct-to-video

### Televisione
- Selvaggio west (The Wild Wild West) – serie TV, 2 episodi (1968-1969)
- Apple's Way – serie TV, episodio 2x02 (1974)
- Il tempo della nostra vita (Days of Our Lives) – soap opera, 404 puntate (1974-1979)
- Identikit di una accompagnatrice (Portrait of an Escort) – film TV (1980)
- Il mistero di Jillian (King's Crossing) – serie TV, 10 episodi (1982)
- La famiglia Bradford: Festa di compleanno (Eight Is Enough: A Family Reunion), regia di Harry Harris – film TV (1987)
- La sera del ballo (Dance 'Til Dawn) – film TV (1988)
- Gli uomini delle altre (Single Women Married Men) – film TV (1989)
- Bravo Dick (Newhart) – serie TV, 184 episodi (1982-1990)
- Vestito che uccide (I'm Dangerous Tonight) – film TV (1990)
- Lucky/Chances – miniserie TV (1990)